# Maurice Garin
Maurice Garin (Arvier, Itália, 3 de março de 1871 - Lens, 19 de fevereiro de 1957) foi um ciclista francês que passou à história por ser o primeiro vencedor do Tour de France em 1903.

## Biografia
Italiano de nascimento, ainda que posteriormente nacionalizado francês em dezembro de 1901, Maurice Garin, como outros tantos jovens do Vale de Aosta se ganhava a vida cruzando a fronteira para trabalhar de "ramoneur", em diferentes cidades francesas. Devido a seu humilde oficio e às suas reduzidas medidas (1,62 m e 60 kg) foi conhecido com o sobrenombre de "petit ramoneur", "le petit matelot" e "le bouledogue blanc".
Fez-se ciclista em sua juventude e conseguiu vencer no primeiro Tour de France (1903) aos 32 anos. Após sua desclassificação do Tour de France de 1904 por fazer parte do percurso em carro, foi suspenso dois anos e deixou a competição após uma vintena de vitórias.

Instalou-se então em Lens onde teve uma oficina de reparo e após a Segunda Guerra Mundial criou uma equipa, o «Garin». Baixo as cores vermelho e cinza da equipa «Garin» o neerlandês Piet Van Est ganhou a Bordéus-Paris em 1950 e 1952. Maurice Garín morreu em Lens a 19 de fevereiro de 1957 e sua lembrança ainda perdura nesta villa do norte de France, que pôs seu nome ao velódromo local. Em 2003 coincidindo com o centenário de sua vitória no Tour de France, uma rua de Maubeuge foi renomeada também em honra seu.
Maurice tinha dois irmãos, ciclistas profissionais igualmente:
- Ambroise, 2.º da Paris-Roubaix de 1901 (3.º em 1899) e 3.º da Bordéus-Paris de 1902.
- César, 2.º na Paris-Roubaix de 1904 e 3.º na Bordéus-Paris de 1900.

Foi designado como um dos ciclistas mais destacados da história ao ser eleito no ano 2002 para fazer parte da Sessão Inaugural do Cycling Hall of Fame da UCI.

## Palmarés

### Estrada
| 1897 - - Paris-Roubaix - 1898 - Paris-Roubaix - 1901 - Paris-Brest-Paris | - 1902 - Bordéus-Paris - 1903 - Tour de France, mais 3 etapas |

### Pista
- 1893
- 800 quilómetros de Paris

- 1894
  - 24 horas de Liège

- 1895

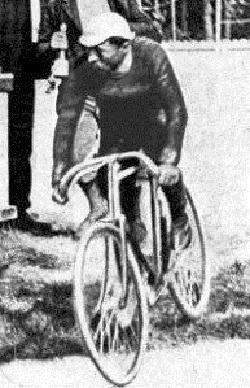
Maurice Garin (1897).

  - Vinte e quatro horas das Artes livres de Paris
  - melhor marca do mundo dos 500 km sobre rota por trás de um treinador humano: 15 h 02' 32", entre 3 e 4 de fevereiro

- 1898
  - 50 quilómetros de Ostende (sobre pista)

## Resultados em Grandes Voltas

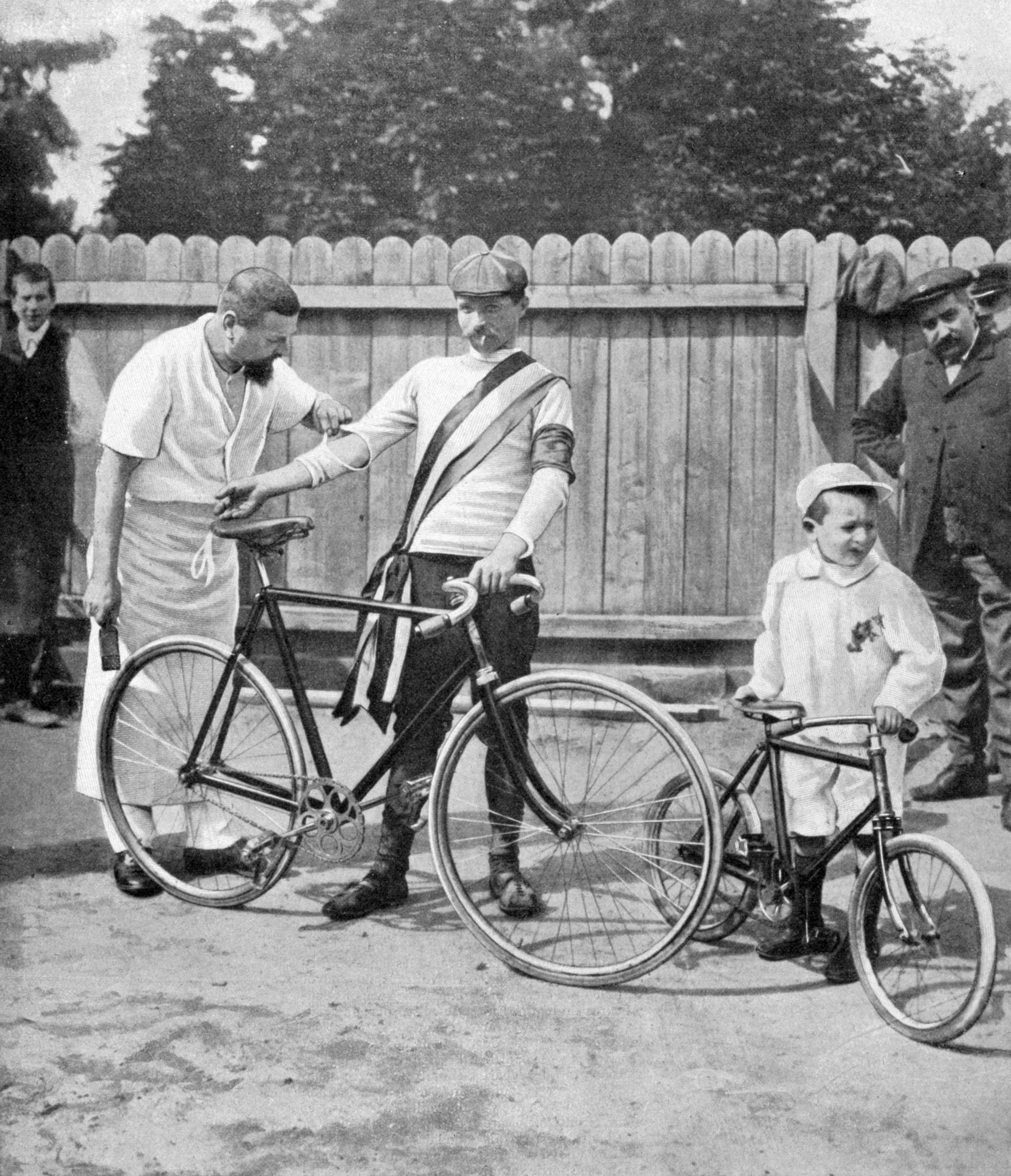
Com seu ayudante e seu filho em 1903.

Durante a sua carreira desportiva tem conseguido os seguintes postos nas Grandes Voltas:
| Corrida         | 1901 | 1902 | 1903 | 1904  |
| --------------- | ---- | ---- | ---- | ----- |
| Giro d'Italia   | X    | X    | X    | X     |
| Tour de France  | X    | X    | 1.º  | Desq. |
| Volta a Espanha | X    | X    | X    | X     |

Desq.: Desclasificado pela organização

X: não teve edição 

Ab.: abandono

## Citas
Convidado a dar a saída do Tour de 1953, Maurice Garin, com bom aspecto apesar dos seus 82 anos, contentou-se com uma breve alocución: "Meus jovens amigos, jamais podereis compreender as dificuldades que tivemos que enfrentar com nossas máquinas rudimentarias, sobre estradas impossíveis. Estas eram mais hostis que nossos inimigos e, no entanto, quantos belas lembranças têm deixado em mim. A lembrança de uma glória jamais empañada, de uma vida que não tivesse atingido sem a bicicleta e, sobretudo, de uma promoção social inesperada".
Maurice Garin disse em 1902 a um jornalista: "Dantes que campeão sou um homem do povo. Não sabia que estas duas noções fá-se-iam consustanciales ao desporto ciclista".